# Orchestre philharmonique de Budapest

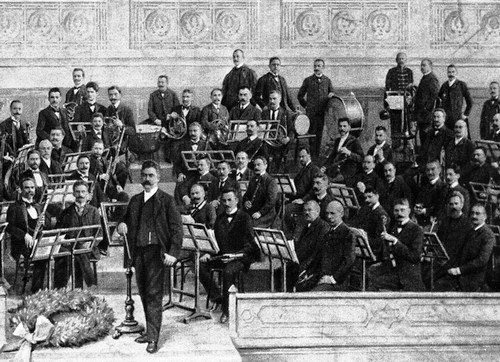
L'Orchestre philharmonique de Budapest et son chef Istvan Kerner, vers 1914-1917

L'Orchestre philharmonique de Budapest (en hongrois: Budapesti Filharmóniai Társaság Zenekara)  est un orchestre philharmonique hongrois fondé en 1853.
Fondé par Ferenc Erkel sous les auspices de la Société philharmonique de Budapest, il est le plus ancien orchestre existant de Hongrie. Pendant de nombreuses années, il a été le seul orchestre professionnel de Hongrie.
L'ensemble est un organisme indépendant, désormais organisé par des musiciens de l'Opéra d'État, dirigé par le président-chef d'orchestre et le conseil d'administration. Son principal lieu de concert est l'Opéra d'État hongrois, où il donne une dizaine de concerts par an.
Depuis sa fondation, des compositeurs célèbres ont été invité  à diriger des concerts avec l'orchestre. Franz Liszt s'est rendu régulièrement à Budapest et s'est produit en tant que chef d'orchestre invité ; parmi ses autres chefs d'orchestre invités au cours des 150 dernières années, on trouve Brahms, Dvořák et Mahler.
L'Orchestre philharmonique de Budapest a effectué de nombreuses tournées de concerts dans d'autres pays européens, aux États-Unis et au Japon.

## Histoire
Les premiers membres de l'orchestre étaient des musiciens du Théâtre national hongrois. Son premier concert eut lieu le 20 novembre 1853, sous la direction de Ferenc Erkel. Le programme comprenait des œuvres de Beethoven (Symphonie n°7), Mozart, Mendelssohn et Meyerbeer.
Parmi les événements marquants, on peut citer :
- 25 mars 1865 : première exécution complète à Budapest de la Symphonie n° 9 en ré mineur, "Choral"[5]
- 16 décembre 1870 : première de la Cantate de Beethoven (n° 2, S. 68) de Liszt, écrite pour le centenaire de la naissance de Beethoven, sous la direction du compositeur[5]
- 9 novembre 1881 : première représentation du Concerto pour piano n°2 de Johannes Brahms, joué par Johannes Brahms et dirigé par Alexander Erkel (en)[6]
- 19 mars 1888 : première représentation en Hongrie de la Grande Messe des Morts (Requiem) de Berlioz, sous la direction de Sándor Erkel (en)[5]
- 20 novembre 1889 : première mondiale de la Symphonie n° 1 "Titan" de Mahler, sous la direction du compositeur[1].
- 8 avril 1907 : première représentation en Hongrie de l'oratorio de Liszt Christus. Ce fut la dernière apparition de Hans Richter avec l'orchestre[5].

De nombreux compositeurs hongrois ont écrit des œuvres spécialement pour l'orchestre, notamment Erkel, Liszt, Goldmark, Dohnányi, Bartók, Kodály, Weiner, Kadosa et Szokolay.
De nombreux compositeurs étrangers de renom ont dirigé l'orchestre philharmonique dans des interprétations de leurs œuvres : Brahms, Dvořák, Mahler, Mascagni, Prokofiev, Ravel, Respighi, Richard Strauss et Stravinsky. D'autres chefs d'orchestre se sont produits avec l'orchestre, notamment Denes Agay, Eugen d'Albert, Édouard Colonne, Arthur Nikisch, Gabriel Pierné, Felix Weingartner, Bruno Walter, Erich Kleiber et Otto Klemperer.

## Chefs permanents
- Ferenc Erkel (1853-1871)
- Hans Richter (1871-1875)
- Sándor Erkel (1875-1900)
- István Kerner (1900-1918)
- Ernst von Dohnányi (1919-1944)
- Otto Klemperer (1947-1950)
- János Ferencsik (1960-1968)
- András Kórodi (1968-1986)
- Erich Bergel (1989-1994)
- Rico Saccani (1994-2006)
- Győriványi Ráth György (2011–2014)
- Pinchas Steinberg (2014-)

## Créations
- Concerto pour piano nº 2 de Brahms
- Symphonie nº 1 de Gustav Mahler
- Kossuth de Béla Bartók
- Suite nº 2 de Béla Bartók
- Images de Béla Bartók
- Suite de danses de Béla Bartók
- Le Mandarin merveilleux de Béla Bartók 1928
- Images hongroises de Béla Bartók
- Psalmus Hungaricus de Zoltán Kodály 1923
- Danses de Galánta de Zoltán Kodály 1933